# Motivo adiacente al Protospacer
Il Motivo adiacente al Protospacer (Protospacer adjacent motif, in sigla PAM) è una sequenza di 2-6 paia di basi immediatamente successiva alla sequenza di DNA identificata dalla nucleasi Cas9 nel sistema immunitario adattativo dei batteri mediato dal sistema CRISPR.
PAM è il componente genico del plasmide o virus invadente, ma non è un componente del locus CRISPR del batterio. Se non seguita da nessuna sequenza PAM infatti, la sequenza di DNA da clivare/modificare non sarà né legata né riconosciuta da Cas9.
PAM è un bersaglio essenziale che permette di distinguere il DNA-self dei batteri quello non-self. È infatti assente nei genomi batterici e ciò previene che la nucleasi Cas riconosca e distrugga il locus CRISPR.

## Spacers/protospacers
I loci CRISPR di un batterio contengono degli "spacers", ovvero dei DNA virali inseriti in un locus CRISPR durante un'infezione pregressa. Nei sistemi immunitari adattativi CRISPR essi sono stati creati a partire dal protospacer, ovvero da DNA del virus o del plasmide invadente.
Pertanto il protospacer è riconosciuto come non-self, mentre lo spacer è riconosciuto come self grazie all'assenza delle PAM.
In seguito ad un'invasione, la nucleasi Cas9 si lega al tracrRNA:crRNA che a sua volta guida la proteina verso la sequenza protospacer del non-self virale.
Ma Cas9 non taglierà la sequenza protospacer a meno della presenza di una sequenza PAM ad essa adiacente.
Gli spacer nei loci CRISPR dei batteri non contengono alcuna sequenza PAM e pertanto non verranno processati dalla nucleasi.
Al contrario, i protospacer dei virus/plasmidi conterranno la sequenza PAM e quindi verranno clivati dalla nucleasi Cas9.
Per l'editing genetico come sostituto del complesso trascrRNA:crRNA si sintetizzano dei gRNAs (guideRNA, RNA Guida) che assolvono alla funzione di riconoscimento delle sequenze geniche precedenti una sequenza PAM all'estremità 3'.

## Sequenze PAM
La PAM canonica è la sequenza 5'-NGG-3' dove "N" è qualsiasi nucleobase seguita da due nucleobasi contenenti guanina("G").
Gli RNA-Guida (gRNAs) possono trasportare ovunque Cas9 per editare il genoma, a patto che la sequenza da clivare sia vicina ad una PAM.
La PAM canonica è associata alla nucleasi Cas9 dello Streptococcus pyogenes (designato col termine SpCas9); altre PAMs sono associate ad altre proteine Cas9 dei batteri: Neisseria meningitidis, Treponema denticola, e Streptococcus thermophilus.
La sequenza 5'-NGA-3' può essere un'efficientissima PAM non canonica per le cellule umane, anche se la sua efficienza varia in base alla locazione all'interno del genoma. Sono stati effettuati esperimenti per ingegnerizzare una Cas9 in grado di riconoscere diverse PAMs: questo per aumentare le potenzialità del sistema CRISPR-Cas9 permettendogli di editare geni in qualsiasi posizione all'interno del genoma.
Cas9 di Francisella novicida riconosce la sequenza canonica PAM 5'-NGG-3', ma è stata ingegnerizzata per riconoscere anche la PAM 5'-YG-3' (dove "Y" è una pirimidina), pertanto ampliando lo spettro di riconoscimento dei bersagli di Cas9.La nucleasi Cpf1 di Francisella novicida riconosce la PAM 5'-TTTN-3' o la PAM 5'-YTN-3'.
Oltre al sistema CRISPR-Cas9 e CRISPR-Cpf1 vi sono senza dubbio altre nucleasi e PAMs ancora da scoprire.
Ad esempio il sistema CRISPR/C2c2 del batterio Leptotrichia shahii è CRISPR guidato da RNA che etichetta altro RNA piuttosto che DNA. Le PAM non sono fondamentali per un CRISPR che riconosce RNA; tuttavia l'efficacia del suo clivaggio è modulata da un omologo funzionale: una guanina che costeggia la sequenza da clivare, denominata in questo caso PFS (Protospacer Flanking Site).

## GUIDE-Seq
Una tecnologia denominata GUIDE-Seq è stata escogitata per testare i clivaggi off-target prodotti dalla tecnica CRISPR-Cas9. La necessità di avere una PAM può essere utile per etichettare mutazioni eterozigoti a singolo nucleotide senza provocare alcun effetto aberrante sugli alleli wild-type.